# Ken Buchanan
Ken Buchanan MBE (* 28. Juni 1945 in Edinburgh, Schottland; † 1. April 2023) war ein britischer Boxer im Leichtgewicht. Er war von 1970 bis 1972 Weltmeister des Verbandes WBA und hielt im Jahre 1971 von Februar bis Juni den Weltmeisterschaftstitel der WBC. Zudem wurde er im Jahr 1970 von der BWAA als Boxer des Jahres ausgezeichnet und 1972 zum Member of the Order of the British Empire berufen.
Im Jahre 2000 fand der Normalauslager, der von Eddie Thomas gemanagt und von Gil Clancy trainiert wurde, Aufnahme in die International Boxing Hall of Fame, 2002 in die Scottish Sports Hall of Fame.
Buchanan beendete seine Karriere mit einem Gewinn/Verlust-Rekord von 61:8. Er starb im Frühjahr 2023 im Alter von 77 Jahren; ein Jahr zuvor hatte sein Sohn bekanntgegeben, dass sein Vater an Demenz erkrankt sei.